# Marcus Kallionkieli
Marcus Kallionkieli (ur. 20 marca 2001 w Kankaanpää) – fiński hokeista pochodzenia brazylijskiego.
Jest synem Fina i Brazylijki. Jego brat Sami (ur. 2005) także został hokeistą.

## Kariera
- HIFK U16 (2015-2017)
  -  GrIFK U16 (2015/2016)
- HIFK U18 (2017-2018)
  -  HIFK U20 (2017/2018)
- Sioux City Musketeers (2018-2019)
- Brandon Wheat Kings (2019-2020)
- HIFK U20 (2020-2021)
- Henderson Silver Knights (2021)
- Brandon Wheat Kings (2021-2022)
- Savannah Ghost Pirates (2022-2023)
- Marma Ciarko STS Sanok (2023-2024)
- Kiekko-Espoo (2024)
- GKS Katowice (2024-)

Wychowanek klubu HJK w Helsinkach. Występował w barwach reprezentacji juniorskich Finlandii do lat 16, 17 i 20, natomiast odmówił gry w reprezentacji Brazylii. Karierę rozwijał w stowarzyszonym stołecznym klubie HIFK Hockey do 2018. Rok wcześniej został wybrany w drafcie do amerykańskich rozgrywek juniorskich USHL przez klub Sioux City Musketeers i w jego barwach grał w sezonie 2018/2019. W czerwcu 2019 w NHL Entry Draft został wybrany przez amerykański klub Vegas Golden Knights. Pod koniec tego miesiąca w CHL Import Draft wybrał go kanadyjski klub Brandon Wheat Kings. W jego barwach występował w edycji 2019/2020 kanadyjskich rozgrywek juniorskich WHL. Wcześniej, bo 31 lipca 2019 podpisał trzyletni kontrakt wstępujący z Vegas Golden Knights na występy w rozgrywkach NHL. Tym samym został pierwszym w historii zawodnikiem z brazylijskim obywatelstwem zarejestrowanym w NHL.
W sezonie 2020/2021 był wypożyczony do macierzystej drużyny HIFK U20, a w połowie marca 2021 ogłoszono jego przetransferowanie do drużyny farmerskiej wobec VGK, Henderson Silver Knights w AHL. W sezonie 2021/2022 ponownie występował w barwach Brandon Wheat Kings. W październiku 2022 na zasadzie waivers został pozyskany z Henderson Silver Knights przez klub Savannah Ghost Pirates z amerykańskiej ligi ECHL. W tej drużynie rozegrał pięć spotkań. Do tego czasu wielokrotnie jego karierę wstrzymywały kontuzje.
21 listopada 2022 ogłoszono jego transfer do zespołu Marma Ciarko STS Sanok, w barwach którego trzy dni później zadebiutował w meczu Polskiej Hokej Ligi (2023/2024). W lutym 2024 przeszedł do Kiekko-Espoo, a we wrześniu tego roku został zaangażowany do GKS Katowice.

## Sukcesy
Klubowe
- Złoty medal U16 SM-sarja: 2017 z HIFK U16
- Złoty medal U18 SM-sarja: 2018 z HIFK U18
- Srebrny medal mistrzostw Polski: 2025 z GKS Katowice

Indywidualne
- USHL 2018/2019: skład gwiazd pierwszoroczniaków